# Загаранча
Загаранча (рум. Zagarancea) — село в Унгенском районе Молдавии. Является административным центром коммуны Загаранча, включающей также сёла Елизаветовка и Семены.

## География
Село расположено на высоте 56 метров над уровнем моря.

## Население
По данным переписи населения 2004 года, в селе Загаранча проживает 1482 человека (757 мужчин, 725 женщин).
Этнический состав села:
| Национальность | Число жителей | Процентный состав |
| -------------- | ------------- | ----------------- |
| молдаване      | 1456          | 98.25             |
| украинцы       | 11            | 0.74              |
| русские        | 8             | 0.54              |
| румыны         | 7             | 0.47              |
| Всего          | 1482          | 100%              |